# Amanda Young
Amanda Young è un personaggio creato da James Wan e Leigh Whannell, ideatori della serie cinematografica Saw.

## Il personaggio
Amanda Young è un personaggio della saga di Saw. Inizialmente un personaggio secondario in Saw - L'enigmista, il suo ruolo è cresciuto nei sequel fino a diventare uno dei personaggi più importanti della saga, ed è, dopo John Kramer, il personaggio che compare maggiormente nella serie.
È interpretata dall'attrice Shawnee Smith.

## Film

### Saw - L'enigmista
Amanda fa la sua prima apparizione nel film del 2004 come personaggio secondario. Fu una dei sopravvissuti alle riabilitazioni di Jigsaw, un uomo che voleva far apprezzare la vita alle persone che avevano intrapreso brutte strade, quali la droga, l'alcool, la violenza, la vendetta e l'omicidio, costringendole a cimentarsi in trappole mortali. La sua trappola è mostrata nel flashback mentre il Dr. Lawrence Gordon viene posto sotto interrogatorio: lei si sveglia con un'apparecchiatura legata alla testa che può letteralmente spezzarle la mascella. La chiave è nello stomaco del suo compagno (Donnie Greco)  "morto" che invece è stato sedato, in modo da farlo sembrare morto; lei lo uccide comunque e si libera un attimo prima che le si frantumi il cranio. Guardando i sequel, si scopre che Amanda era stata scelta nei giochi di Saw perché era una tossicodipendente.

### Saw II - La soluzione dell'enigma
È rivelato nel secondo film che Amanda cominciò a fare uso e spaccio di eroina. Fu condannata alla prigione dal Detective Eric Matthews, per un crimine che non aveva mai commesso. Appare molte volte nel film come una delle vittime delle trappole di Saw nella casa abbandonata in cui è disperso nell'aria del gas nervino, insieme ad altre persone che il Detective Matthews aveva condannato, tra cui suo figlio Daniel.
Come ultima donna sopravvissuta nella casa, si scopre che era a conoscenza dei fatti sin dall'inizio. Alla fine del film è rivelato che Amanda è sempre stata una complice di Saw, vedendolo come una figura paterna. Lei sosteneva che il test che aveva affrontato nel primo film le ha concesso di cambiare vita, infatti ha iniziato ad apprezzare grazie a Saw il dono della vita. Sopravvive al gas nervino, salvata da Daniel durante un attacco da parte di una delle vittime. Rivela così ad Eric lo scopo del gioco: in realtà, suo figlio Daniel era nella cassaforte nella vecchia fabbrica di manichini mentre interrogava John. Le regole erano semplici, doveva rimanere seduto ad ascoltare ma non l'ha fatto, picchiandolo e costringendolo a portarlo alla casa abbandonata. Amanda dice così ad Eric che sarà la sua prima cavia per i test, e lo lascia agonizzare con il piede legato con una catena gridando "Game Over", scena che rimanda al primo film della serie. Più tardi, si scopre che Amanda aveva intenzione di continuare i giochi di Saw quando egli sarebbe morto.

### Saw III - L'enigma senza fine
Nel terzo film, si scopre che Amanda ha aiutato John nelle trappole sin dal primo film. Viene inoltre rivelato che era stata lei a catturare Adam e a posizionare la chiave sul suo petto, in modo che non potesse trovarla; inoltre, nella scena iniziale il Detective Matthews si rompe l'osso del piede per riuscire a togliersi la catena e raggiunge Amanda, picchiandola e costringendola a dirle dove fosse suo figlio. Lei gli spezza l'osso dell'altro piede e fugge, finché Eric non le grida "Tu non sei l'enigmista!" e lei lo accoltella, lasciandolo agonizzare.
La trama principale si basa sulla Dr. Lynn Denlon, catturata e portata al rifugio di Saw. Qui viene mostrato il corpo di John Kramer, ormai malato terminale, collegato a dei macchinari medici per tenerlo in vita. Le viene attaccato un collare intorno al collo che le esploderà se non riuscirà a tenere in vita John. Amanda nota fin dall'inizio una particolare pietà di John verso Lynn, e questo inizia a deprimerla. Il gioco si sposta su Jeff, marito di Lynn e padre di due figli, uno dei quali è stato investito. Il gioco consisterà in una serie di prove in cui il giudizio sarà questa volta nelle sue mani, decidendo se lasciar sopravvivere o meno le persone che hanno avuto a che fare con la morte di suo figlio. Alla fine si troverà faccia a faccia con l'uomo che ha ucciso suo figlio, decidendo se perdonarlo o meno. Vuole perdonarlo, ma la macchina a cui è attaccato gli torce letteralmente gli arti. Nel frattempo, Lynn ha eseguito una rudimentale operazione al cranio di John, ristabilizzando la pressione. A un certo punto, John va in crisi e viene mostrata una scena in cui Jill Tuck lo bacia. Viene così rivelato che è la sua ex moglie. In uno stato di totale inconscio prende così le mani della Dr. Denlon e le dice che la ama, facendo impazzire Amanda. Quest'ultima aveva appena letto una lettera, e piangendo prende una pistola e si dirige nella stanza in cui ci sono John e Lynn, puntandola contro quest'ultima. John cerca di dissuadere Amanda da ciò che sta per fare, dicendole che anche se è lei ad avere in pugno una pistola, era Lynn ad avere in pugno la sua vita. Nel frattempo, Jeff si stava dirigendo verso quella stanza. Amanda, ormai verso l'orlo del precipizio, spara a Lynn nell'esatto momento in cui entra Jeff. Egli, disperato, spara Amanda alla gola, dando così inizio a una serie di rivelazioni. Amanda era sotto esame sin dal primo momento in cui ha deciso di collaborare con John: era stata messa alla prova la sua volontà di far vivere qualcuno. Ella, infatti, aveva sottoposto tutte le sue vittime in prove senza soluzione. John non le aveva mai raccontato che Jeff e Lynn erano sposati, non le aveva raccontato del desiderio di vendetta del marito, dei tradimenti della moglie, del ragazzo investito e della figlia trascurata. Tutto questo per portare avanti il suo gioco. La prova finale di Amanda consisteva nel lasciar vivere Lynn, e dato che non ce l'ha fatta viene uccisa da Jeff. Il finale si sposta così su Jeff che viene sottoposto ad una prova finale: faccia a faccia con Saw, deve decidere se perdonarlo o ucciderlo per il "male" che ha procurato a tutta la sua famiglia. Pronunciate le parole "Ti perdono", dà il via a un colpo di scena: prende una sega elettrica e sgozza profondamente Saw, uccidendolo. Quest'ultimo, prima di morire, avvia un'audiocassetta, spiegandogli che il gioco non era ancora finito: in realtà quello era l'ultimo test, basato sul perdono finale. Era chiaro che le precedenti prove non avevano cambiato il suo animo, ancora pieno di vendetta, portandolo a uccidere l'unica persona che conosceva il luogo in cui era tenuta nascosta sua figlia, nonché John stesso. L'Enigmista muore, facendo così partire i proiettili legati al collare di Lynn. In Saw VI si scoprirà poi il contenuto della lettera che ha convinto Amanda a uccidere comunque Lynn. Era una lettera scritta dal detective Mark Hoffman, complice di Amanda e dell'enigmista nei giochi; egli sapeva benissimo del test dell'apprendista di Jigsaw e per sbarazzarsene gli lascia una lettera con scritto che, se non avesse ucciso Lynn, avrebbe rivelato a John la sua colpevolezza nell'aver aiutato l'uomo responsabile della morte di suo figlio.

### Saw IV - Il gioco continua
Nel quarto film, dopo il recupero del cadavere della detective Kerry, l'FBI dubita del fatto che Amanda possa essere riuscita a sollevarla e posizionarla da sola nella trappola mostrata nel precedente film, quindi cresce il sospetto che l'Enigmista possa avere un secondo apprendista. Non si sa come, in quel momento, l'FBI sapesse della complicità di Amanda con l'Enigmista; è probabile che sia stato Hoffman a rivelarlo, nascondendo così il fatto che anche lui fosse un complice.
Viene successivamente rivelato che gli eventi di Saw III e Saw IV si svolgono contemporaneamente, e che pertanto Amanda fosse ancora viva nello scorrere di questo film. L'agente speciale Peter Strahm ritrova il suo corpo senza vita, in un lago di sangue, nella stanza in cui John era stato operato, poco tempo dopo la morte della donna stessa.

### Saw V - Non crederai ai tuoi occhi
Amanda riappare nel quinto film attraverso una serie di flashback e materiale d'archivio. In uno di questi flashback, Hoffman si chiede perché Amanda debba essere coinvolta nella trappola della casa in Saw II; nella stessa scena, Amanda giace incosciente a terra, mentre John ed Hoffman preparano il gioco. In un altro flashback, nella stanza dell'operazione di Saw III, Hoffman dice a John di non farsi influenzare dall'attaccamento alla donna, poiché lo avrebbe deluso; Hoffman lascia la stanza tramite un passaggio segreto appena prima che Amanda entrasse insieme a Lynn.

### Saw VI - Credi in lui
Nel sesto film viene mostrato che fu Amanda, in astinenza da droga, a convincere Cecil ad andare nella clinica di Jill Tuck per prenderne un po', facendosi così complice indiretta della perdita del figlio di John. Viene anche mostrato che John porta Amanda da Jill come prova vivente del successo dei suoi metodi; Jill sembra credere loro e diventa anch'ella complice, in un certo senso, dell'Enigmista. In un altro flashback, Amanda, John ed Hoffman preparano la trappola di Timothy in Saw III, mettendo ben in evidenza un atteggiamento di sfida tra i due apprendisti: Amanda esclama che anche l'uomo dovrebbe essere sottoposto ad una prova, visto che lei ne aveva già superata una (o, sotto un altro punto di vista, due). Viene inoltre confermato che era stata a lei a rapire Lynn Denlon in Saw III.
È in questo film che Hoffman sabota il test di Amanda mandandole la lettera in cui le rivela di sapere del suo coinvolgimento nella morte di Gideon, costringendola ad uccidere Lynn se voleva mantenere il segreto.
In un altro flashback, Amanda si reca, in Saw III, nel luogo in cui la piccola Corbett Denlon è tenuta prigioniera, dicendole di non fidarsi dell'uomo che l'avrebbe salvata quella notte (cioè Hoffman). Questo si rivela di estrema importanza quando la bambina informa l'agente Perez e l'agente Erickson di quello che le aveva detto Amanda, alimentando così enormemente i sospetti dei due poliziotti nei confronti del loro collega.

### Saw 3D - Il capitolo finale
In questo film la figura di Amanda compare solamente come cameo in alcuni flashback.

## Altri media
Amanda Young compare anche nel videogioco Dead by Daylight come killer giocabile, sotto il nome "Il Maiale".